# Graderverk

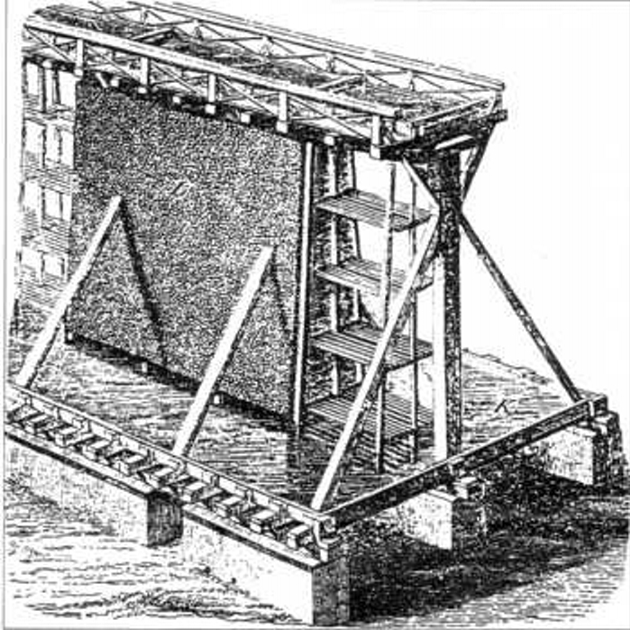
En schematisk bil av ett graderverk från 1700-talet

Graderverk är ett sätt att koncentrera saltvatten för att utvinna salt. Ett graderverk består av en lång vägg med dubbla rader med resvirke uppförda ställningar på ca 6-7 meters höjd. Vid basen ca 3-4 meter mellanrum och upptill något mindre. Mellan ställningarna är det insatt risknippen som är något längre än avståndet mellan ställningarna och hela graderverket fylls på detta sätt så att risknippenas utskjutande ändar kommer att utgöra väggarna. Överst pumpas en saltlösning i en ränna med hål så att den får rinna ned i graderverket i fina strålar på risväggen där den fördelas i ett fint regn vilket främjar avdunstningen och koncentrerar saltlösningen på vägen ner. Detta upprepas flera gånger genom att den allt mer koncentrerade lösningen kommer att pumpas upp till nya segment av graderverket tills man når en tillräckligt hög koncentration för att kunna införas i avdunstningspannor. Denna konstruktion för att anrika salt var vanligt i Tyskland vid koksaltsverken och i Sverige vid vitriolverket i Falun.

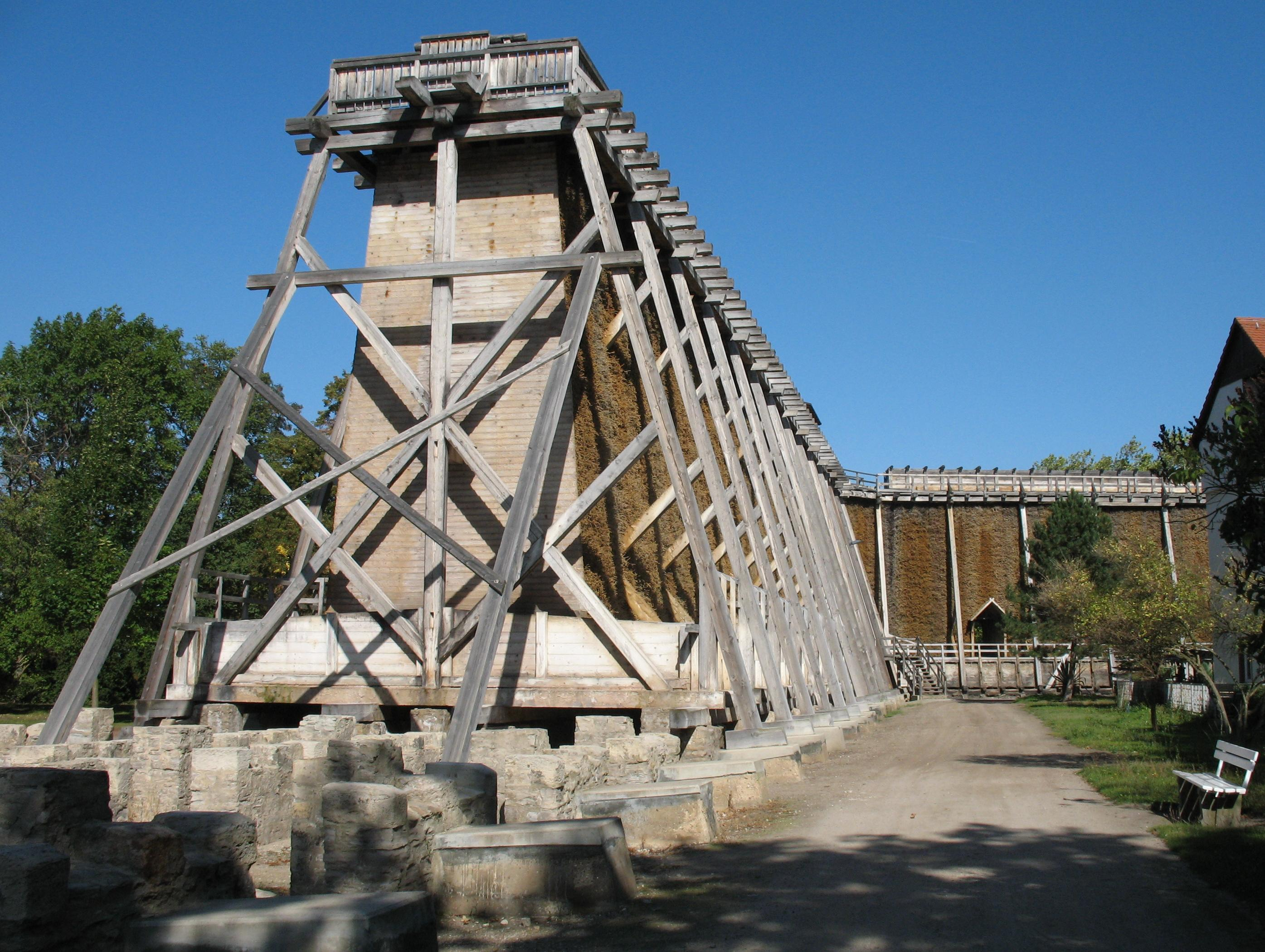
Graderverk i  Bad Dürrenberg
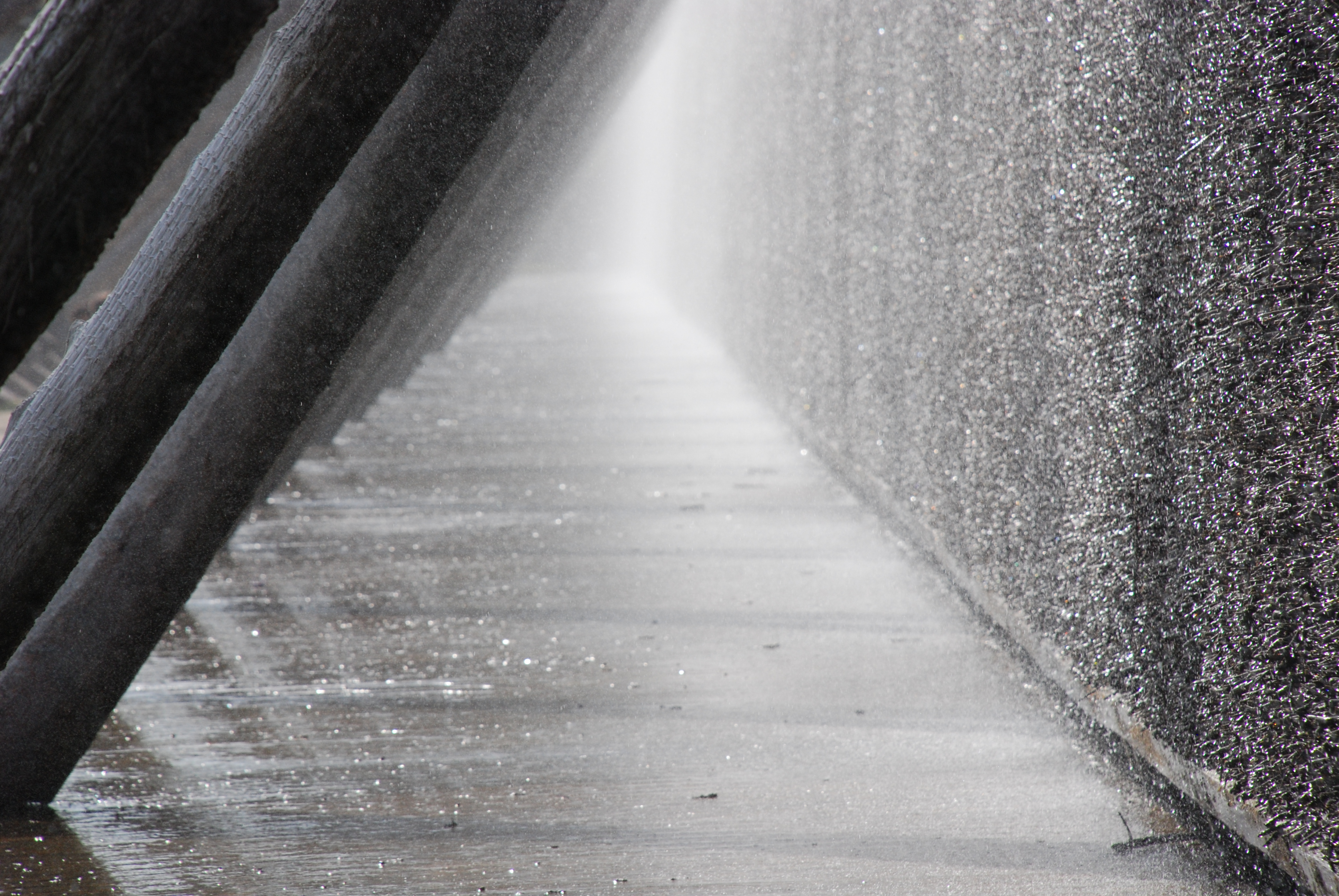
Aerosol vid en anläggning i Ciechocinek
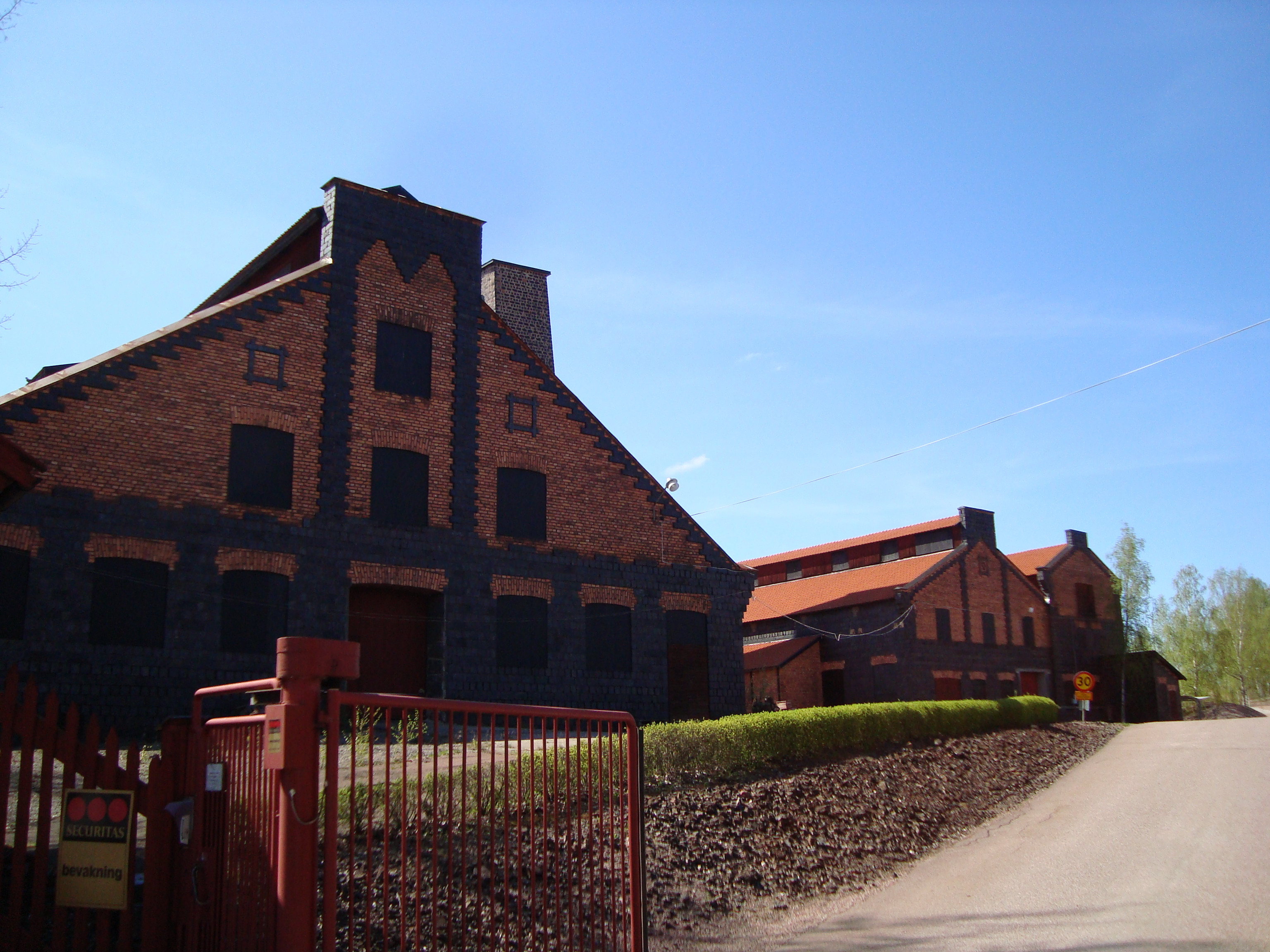
Vitriolverket i Falun hade ett graderverk